# Protoribates nagaroensis
Protoribates nagaroensis är en kvalsterart som först beskrevs av Fujita 1989.  Protoribates nagaroensis ingår i släktet Protoribates och familjen Protoribatidae. Inga underarter finns listade i Catalogue of Life.